# 麻新泉
麻新泉（1913年—），男，黑龙江绥化人，中华人民共和国政治人物，曾任黑龙江省政协副主席，中华全国工商业联合会常务委员。